# 時の門
『時の門』(原題：By His Bootstraps)はアメリカの小説家ロバート・A・ハインラインによるSF中編小説。時間旅行によって引き起こされるタイムパラドックスを扱っている。

## 概要
アンスン・マクドナルド（Anson MacDonald）のペンネームで、アスタウンディング誌の1941年10月号に掲載された。『時の門』は1959年の短編集The Menace From Earth（邦題：地球の脅威 ハヤカワ・SF・シリーズ）、およびその後のいくつかのアンソロジーに収録された。英語版では少なくとも2つのオーディオブック版が存在する。1958年にクレスト文庫アンソロジー「Race to the Stars 」に「The Time Gate」というタイトルで収録されており、邦題はここから採った可能性がある。
日本語版はSFマガジン1963年 1、2月号に初めて掲載された。その後、1965年に短編集「地球の脅威（ハヤカワ・SF・シリーズ）」に収録。文庫版は改題した『時の門（ハインライン傑作選4）』（ハヤカワ文庫SF、1985年刊行。収録内容は同じ。表題作が変えられている。）にも収録。

## あらすじ
ボブ・ウィルソンは時間航行の概念を適切な事例として使い、「形而上学の実践における数学的諸相の考察」に関する学位論文を書き終えようと自分の部屋に閉じこもっていた。そんな時謎の人物がボブに声をかける。初対面のはずなのに見覚えがあるように見える侵入者は自らを「ジョウ」と名乗り、後ろに浮かぶ直径約1.8メートルの円形の<時の門>を通って未来から来たと説明した。ジョウはデモンストレーションとしてボブの帽子を門に投げ込んだ。ジョウは衣装戸棚に隠してあるジンの酒瓶を取り出しボブに酒を勧め、2人は共に酒を飲んだ。ジョウは、細かいことは説明できないが、門の先には千載一遇のチャンスが待っており、向こうにいる老人を助けてあげてほしいと語った。
ボブはその提案には消極的だった。最後に、ジョウによく似た3人目の男が現れる。3人目の男は、ボブに門を通らせないようにしようとしてジョウと殴り合いの喧嘩になる。2人の争いに巻き込まれたボブは顔面を殴られその勢いで門を通っていった。
ボブは奇妙な場所で目を覚ます。白髪混じりのひげを生やした中年の男性は、3万年後の未来に来たのだと告げた。「ディクトール」と名乗った男性は顔を怪我したボブを介抱して豪華な朝食を与えた。ボブは給仕を勤める非常に美しい女性に目を奪われた。ディクトールは「高等種族<ハイ・ワンズ>」と呼ばれる地球外文明が人類を二万年以上に渡って支配し、従順な奴隷に品種改良した後、地球から去っていったと説明した。未来の世界の人間はみな非常に美しく、原始的な生活をしているが、祖先（現代の人間）よりもはるかに従順で性格が良いと説明した。ディクトールはその「アーマ」と呼ばれる女性を召使いとしてボブに与えた。
ディクトールは門を通って過去の自分の部屋に戻り、向こう側にいる男を連れてきてほしいとボブに頼んだ。ボブが門を抜け自分の部屋に踏み込むと、彼はそこで論文を書いている過去の自分自身を見つける。彼は過去の自分を混乱させないように「ジョウ」と名乗った。酷い怪我と無精髭のせいでボブはジョウが未来の自分自身だと気づかなかったのである。ジョウがボブを門へ連れて行こうとするのと同じように、別のバージョンの自分が現れる。争いは以前と同様に起こり、ボブは殴られ門を通過する。
ボブの更に未来である3番目の男は、ディクトールはボブらを担ぎ上げ運命の連鎖に巻き込もうとしているのだと主張した。ジョウは3番目の男の言うことを聞かず、門を通り抜けて再びディクトールに会う。ディクトールはジョウに20世紀で購入して持ち帰ってきてほしい物のリストを渡した。ディクトールの態度に少し悩んだボブは彼と口論になり、見てきたいものがあると言い再び自分の部屋に戻る。
ボブは3度目の同じ場面を経験し、その後自分が自由になったことに気づく。再び未来に訪れた彼は門のコントロール装置の横で帽子と、コントロール装置の使い方や英語と未来の人類の言語間の翻訳が書かれた手帳を見つける。20世紀に行った彼はディクトールのリストにある道具を収集した。それらは『君主論』、『わが闘争』、『不動産業便覧』、『衣装形態の進展』、蓄音機とレコードなど未来の世界の王になるのに役立つと思われるものだった。未来に戻った後、ゲートを調整して、10年前の時点に戻り、ボブは現地で首長としての地位を確立する時間を手に入れた。
ボブは現地の住民達の首長となるために手帳で言葉を調べると「ディクトール」が「首長」の現地語であることを知った（語源は説明されていないが「ディクトール-Diktor」は「Doctor」、「Director-監督」、「dictator-独裁者」に由来する可能性がある）。首長となったボブはコントロール装置で何度も過去を覗き見し、「高等種族<ハイ・ワンズ>」に会うことを望んでいた。そして彼は一度だけその姿をちらりと見たが、その想像を絶する存在は見ただけで彼にとって非常にトラウマとなった。彼は叫びながら逃げだし、その後2年以上コントロール装置に近づくことすらなかった。彼はストレスとショックの結果として、髪の毛が年齢以上に白くなり始め、顔には皺が寄っていたことに気付きかなかった。使っていた手帳がボロボロになってしまったため、その文章を新しい手帳に書き写した。
ある日、コントロール装置で過去の自分の部屋を見ていると、部屋に3人の自分がいることに気づいた。まもなく未来の世界に門を通じて最も古い自分がやって来た。こうして因果の円環は閉じられた。
彼がディクトールだった。彼こそあのディクトールにほかならなかった。彼こそ唯一のディクトールだったのだ。
ディクトールは手帳と帽子をコントロール装置の脇に置いた。そしてディクトールはボブに対して説明を始めた。

## 評価
ギャラクシーサイエンスフィクションのフロイド・C・ゲールは、「私は『時の門』を18年間、タイムパラドックスの物語であるとは考えていなかった」と述べた  。哲学者デイヴィッド・ルイスは、「輪廻の蛇」および「時の門」を「完全に一貫した」タイムトラベルストーリーの例と考えた。カール・セーガンは「読者に因果関係の性質と時間の矢の熟考を強いる」と述べ、「読者に知らない、またはアクセスできない知識の断片やヒント、フレーズを伝える方法」として本作を挙げた。
邦訳版の高橋良平の解説によれば、邦訳が初掲載されたSFマガジン1、2月号の説明文に「本作を読んだ読者はハインラインがしかけたロジックの誤魔化しがどこかにあることに気づく、しかし誰もそれを指摘することができない」という旨が記されていた。またSF作家の広瀬正はエッセイ「『時の門』を開く」（『タイムマシンのつくり方』〈河出書房新社、1976年〉収録）で詳細なタイムラインと図を作り解題を試みている。またこの当時、既に本作が入手困難であったため、前述のエッセイを含む広瀬正の短編集『タイムマシンのつくり方』の解説では筒井康隆が本作のあらすじを紹介しているが、筒井自身は「原典の雰囲気や迫力までは表現できなかった」としている。

## 参照資料
1. ↑  heinleinarchives.net
2. ↑  Heinlein does not explain the etymology of "diktor". Bob White, in Fictional Languages (Ch. 3), points out that the title could have developed as a convergence of "doctor", "director" and "dictator", as the functions of a "diktor" include a bit of all three.
3. ↑  "The Paradoxes of Time Travel", American Philosophical Quarterly, April (1976): pp.  145–152
4. ↑  Sagan, Carl (1978年5月28日). “Growing up with Science Fiction” (英語). The New York Times:  p. SM7. ISSN 0362-4331 2018年12月12日閲覧。